# Pad thai

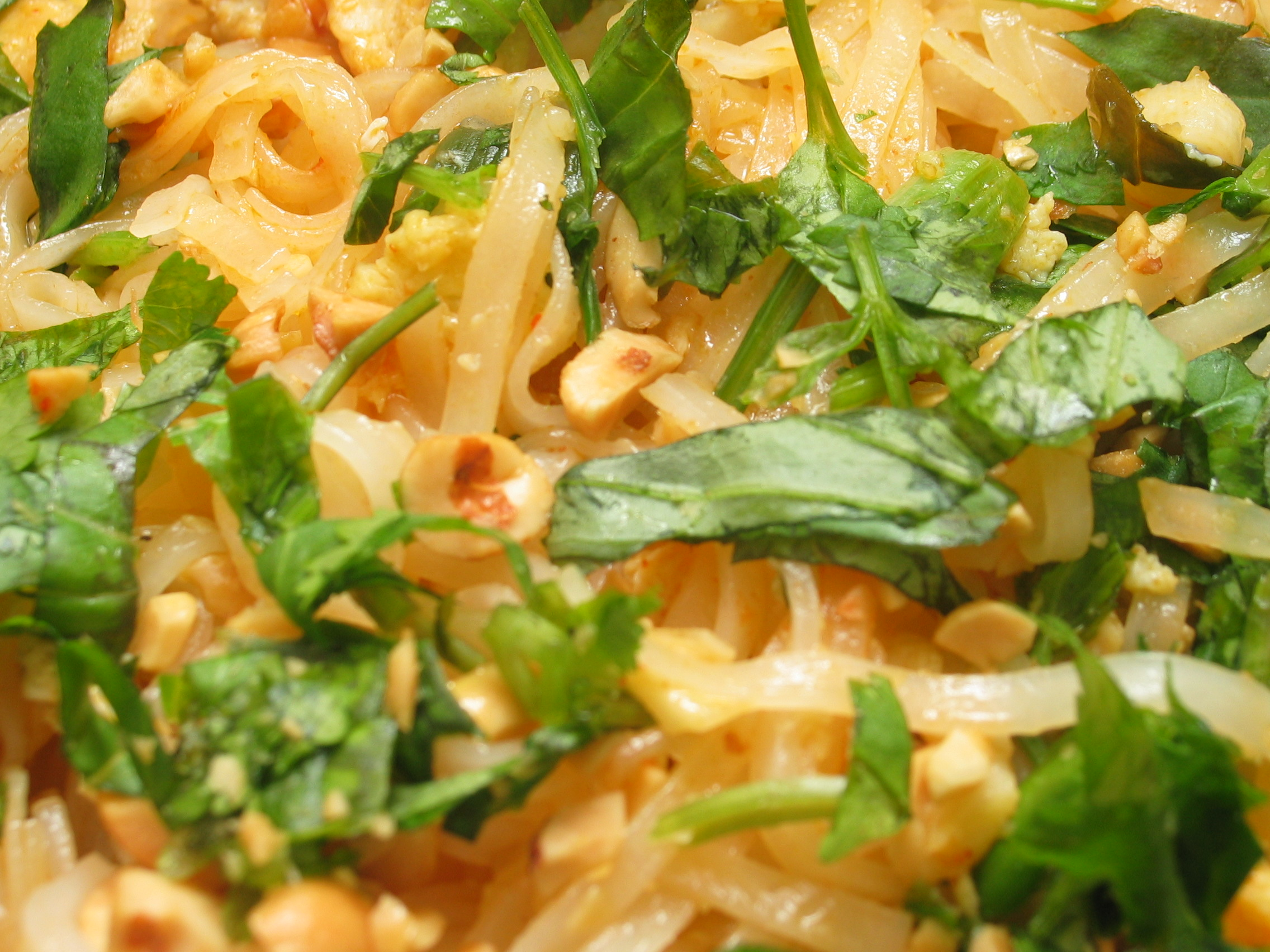
Detall dels ingredients

Pad thai o phad thai - ผัดไทย en tailandès - és un dels plats més coneguts de la cuina tailandesa. Es tracta d'un plat saltat en wok a força de fideus d'arròs amb ous, salsa de peix (en thai น้ำปลา), salsa de tamarinde, pebrot vermell, i qualsevol combinació de brots de soja, gambes, pollastre, o tofu, decorat amb cacauets picats i coriandre. Es serveix habitualment amb una rodanxa de llima, El suc d'aquesta fruita s'afegeix al plat com a condiment. A Tailàndia pot ser servit decorat amb una flor de banana. S'han desenvolupat dos estils diferents de pad thai: la versió seca i lleugera que es pot trobar als carrers de Tailàndia i la versió que sembla dominar en restaurants d'occident, més pesada i oliosa.